# Saltos del Guairá (Paraguay)
Saltos del Guairá es una ciudad localizada en el nordeste de la Región Oriental del Paraguay. Es la capital del departamento de Canindeyú y se ubica a 407 km de la capital del país —Asunción—, conectada por la Ruta PY03. La frontera con Brasil se encuentra a 6 km al norte del casco urbano de esta ciudad. Recibe su nombre de las célebres grandes cataratas (hoy inundadas) llamadas Saltos del Guairá.

## Historia
La colonia Salto del Guairá fue fundada el 3 de marzo de 1959 por una empresa privada denominada Colonizadora Salto del Guairá S.A., conforme la nota recibida por el directorio de la firma, conformado por José Luis Serrati, Ibrahin Abud y Carlos Ricardo Méndes Goncalves. Luego de un par de años Carlos Ricardo Mendes Goncalves compra de los otros accionistas sus acciones siendo el presidente de la empresa hasta su fallecimiento.
Antes de su fundación, el lugar fue denominado reserva fiscal N.º 10. Posteriormente, por resolución ministerial del 17 de octubre de 1972, fue creada la junta parroquial, dependiente del Distrito de Hernandarias, integrada en la oportunidad por tres espectables vecinos: el coronel Isabelino Pimienta Medina como presidente, Carmelo Peralta como tesorero y el profesor Pedro Ramón Girett en el cargo de secretario.
El 30 de julio de 1973 el Poder Ejecutivo promulgó la Ley 390, que creó el distrito de Salto del Guairá y una municipalidad de tercera categoría, desafectándose así la localidad del distrito de Hernandarias, a expensas de la desmembración de parte de los territorios de Caaguazú y Alto Paraná, que pierde toda el área al norte del río Itambey, con el distrito de Salto del Guairá.
El 29 de mayo la junta municipal solicitó que el municipio sea elevada a primera categoría, conforme a las disposiciones legales pertinentes, por reunir los requisitos exigidos para el efecto. En consecuencia, el Decreto Ley 7.131 de 2 de julio de ese año promovió a primera categoría al municipio de Salto del Guairá, que se constituyó en capital del departamento de Canindeyú.
Su creación coincidió con el periodo de avance de la frontera agrícola hacia el este, la construcción de la represa de Itaipú y la extinción de los Saltos del Guairá.
En el año de 2023 se cambia el nombre de la ciudad de Salto del Guairá para Saltos del Guairá.

## Geografía
El distrito tiene dos cursos importantes de drenaje superficial: la cuenca hidrográfica del río Piratiy y el río Carapá. Limita por el norte y al este con las ciudades de Mundo Novo (MS) y Guaíra (PR), Brasil, situadas al este de las serranías del Amambay y Mbarakayú y al oeste del río Paraná. Limita al sur con Nueva Esperanza y Puerto Adela, y al oeste con La Paloma del Espíritu Santo y Francisco Caballero Álvarez.

## Clima
Posee un clima agradable por su altura (200 m s. n. m.) con alrededor de 1483 mm/año de precipitaciones pluviales; 21 °C de temperatura media anual, con 0 °C entre julio y agosto como mínima y 42 °C, como máxima. El porcentaje de evaporación es de 1073 mm.

## Demografía
Saltos del Guairá tiene una población total de 28 553 habitantes, según datos oficiales del censo paraguayo de 2022.

### Barrios
Saltos del Guairá se divide en un total de 30 barrios, de los cuales 19 se hallan en la zona urbana y 11 en la zona rural. 
| Barrios de Saltos del Guairá | Barrios de Saltos del Guairá | Barrios de Saltos del Guairá | Barrios de Saltos del Guairá |
| N.º                          | Barrio                       | N.º                          | Barrio                       |
| ---------------------------- | ---------------------------- | ---------------------------- | ---------------------------- |
| 1                            | Jardín del Norte             | 16                           | Residencial Acuario          |
| 2                            | Renacer                      | 17                           | Rayito de Sol Kilómetro 2    |
| 3                            | Nuevo Horizonte              | 18                           | San Francisco                |
| 4                            | San José                     | 19                           | San Jorge                    |
| 5                            | María Auxiliadora            | 20                           | Alborada                     |
| 6                            | Karen Luana                  | 21                           | Guavirá                      |
| 7                            | Santa Teresa                 | 22                           | San Blas del Pirati'y        |
| 8                            | Adela Speratti               | 23                           | Villa Parque Itaipú          |
| 9                            | San Blas                     | 24                           | Colonia Gasory               |
| 10                           | Villa Florida                | 25                           | Kilómetro 18                 |
| 11                           | Stella Marys                 | 26                           | Kilómetro 20                 |
| 12                           | Donde Nace El Sol            | 27                           | Kilómetro 32                 |
| 13                           | Santa Rosa                   | 28                           | Yvy Porá                     |
| 14                           | San Miguel                   | 29                           | Guadalupe Camino Tres        |
| 15                           | Primavera                    | 30                           | Villa Karapá                 |

## Economía
La principal actividad del departamento es la agricultura. Se destaca el cultivo de la soja por su mayor volumen de producción. Le siguen en importancia los cultivos de maíz, caña de azúcar, trigo y algodón.
La topografía accidentada, con amplios valles y terrenos planos y ondulados, favorecen la actividad agropecuaria del departamento, que lo ubica en tercer lugar en cuanto a la producción de ganado bovino, a nivel nacional. También cuenta con un importante inventario de ganado porcino y, en menor escala, produce ganado equino y caprino.
Entre las principales ramas de actividades industriales desarrolladas se pueden mencionar por su importancia las siguientes: fabricación de partes y piezas de carpintería para edificios y construcciones, actividades de transporte, almacenamiento y depósito, aserrados y acepilladura de maderas, elaboración de panificados, fabricación de productos de cerámica no refractaria para uso estructural y elaboración de productos lácteos, entre otros.

## Infraestructura
La ciudad de Saltos del Guairá, como polo de desarrollo de la zona este del país está dotada de edificios públicos, gubernamentales, establecimientos militares, hospitales públicos y privados, lugares de deporte y esparcimiento, locales comerciales, escuelas, colegios, universidades y templos religiosos.
El río Paraná y el lago de Itaipú, con su fuerte potencial navegable, tienen un impacto reducido y localizado, constituyéndose en vías de acceso a poblaciones brasileñas aledañas, como las de Mundo Novo y Guaíra, Brasil, con las que existe un sistema de conexión por balsas.
Canindeyú cuenta con 1056,2 km de caminos departamentales y vecinales no pavimentados. También cuenta con pistas de aterrizaje para naves de pequeño porte. Sus principales vías de comunicación son las terrestres, como la Ruta PY03, que atraviesa el departamento de oeste a este hasta llegar a Salto del Guairá, con un ramal hasta Ypejhú y otro que va hacia Corpus Christi. También empalma con la Ruta PY07 que lo conecta con el departamento de Alto Paraná.
La infraestructura sanitaria, medida en términos de cantidad de centros, puestos sanitarios, hospitales y camas disponibles, aunque ha ido en aumento, sigue siendo deficitaria con relación a la magnitud de la población. Actualmente, el departamento cuenta con 65 establecimientos de salud.
La ciudad cuenta con la red de comunicaciones Tigo, Copaco, Personal y Claro con una central automática, a través de la cual los abonados pueden comunicarse directamente con la capital, otras ciudades del país y del mundo. Los principales medios de comunicación son Radio Tricolor 96.7 FM, Radio Amistad 88.1 FM, Red Canindeyú 95.5 FM, Radio Arandú 98.3 FM, TV cable Mbaracayú y el semanario regional Río Paranazâo.

## Educación
Saltos del Guairá cuenta con instituciones educativas desde el nivel inicial hasta la secundaria, una de las instituciones más renombrada es el Colegio Nacional Salto del Guairá que desde el año 1972 ha formado a los líderes de la ciudad y destacados profesionales. Además, existe dos centros educativos, el "Centro Educativo Parroquial Padre Bruno Otte" (CEPPBO) y el "Centro Educativo Santa Bárbara" (CESBA), catorce escuelas primarias asociadas para la enseñanza básica, seis colegios de enseñanza del nivel secundario.
En el año 2010 se creó la Universidad Nacional de Canindeyú, de esa manera independizándose de la Universidad Nacional del Este. Su primer año académico en 2011 se inicia con las siguientes facultades: Facultad de Ciencias Agropecuarias y Ambientales, Facultad de Ciencias y Tecnología, Facultad de Ciencias Económicas y Empresariales, Facultad de Ciencias Jurídicas y Sociales, Facultad de Ciencias de la Salud. Cuenta también con la U.T.C.D. y U.P.A.P., ambas del sector privado.

## Ciudades hermanadas
- Guaíra, Paraná, Brasil
- Mundo Novo, Mato Grosso del Sur, Brasil